# Reagente limitante
Numa reação química, o reagente limitante é aquele que será consumido por completo em primeiro lugar, fazendo com que a reação termine. A sua determinação depende da quantidade inicial (mols) de cada um dos reagentes, e leva em conta a estequiometria da reacção.
O reagente limitante de uma reação química é o reagente que se encontra presente em menor quantidade relativa, isto é, o que apresenta menor quociente entre a respectiva quantidade de substância e o coeficiente estequiométrico respectivo na equação química que traduz a reação.
Em situações do quotidiano, tanto no laboratório como na indústria, as relações entre reagentes e produtos não são simples, uma vez que é necessário ter em atenção que os reagentes não existem no estado de pureza absoluta, apresentando impurezas; as quantidades relativas de reagentes raramente obedecem às proporções estequiométricas, havendo um reagente limitante e outro(s) em excesso e a quantidade obtida de cada produto nem sempre é igual à teoricamente esperada, fazendo com que o rendimento da reação seja inferior a 100%.
Deste modo, torna-se importante determinar o reagente limitante de uma reação química, sendo este definido como aquele que está em defeito relativamente às proporções estabelecidas pela correspondente equação química. O reagente limitante é o reagente cuja quantidade determina a(s) quantidade(s) máxima(s) de reagente(s) que se gasta(m) e de produto(s) que se forma(m) nessa reação química.
Numa reação designam-se por reagentes em excesso todos os reagentes que não sejam o reagente limitante. Se as quantidades de todos os reagentes estiverem em proporções estequiométricas, todos os reagentes são limitantes.

## Determinação do reagente limitante

### Exemplo de Reação Química
Para demonstrar o cálculo do reagente limitante, utilizar-se-à como exemplo a seguinte reação, que culmina com a formação de cloreto de magnésio e água:

### Acertar a equação
Numa reação química e de acordo com a Lei de Lavoisier, não há nem perda nem ganho de massa. Tal implica que o número total de átomos de cada elemento no lado esquerdo da equação deve ser sempre igual ao do lado direito. Ao proceder à determinação do reagente limitante, a equação deve ser "acertada" (ou "balanceada") por forma a cumprir a lei de Lavoisier (ver mais em estequiometria).
Na equação exibida acima encontram-se 4 átomos de hidrogênio (H), 2 de cloro (Cl), 1 de magnésio (Mg) e 2 de oxigênio (O) tanto à esquerda como à direita, pelo que a equação química já se encontra "acertada".

### Cálculo do reagente limitante
O reagente limitante encontra-se dividindo a quantidade (em mol) de cada reagente pelo seu índice estequiométrico.Por exemplo: em 2HCl, "2" é o índice estequiométrico. O reagente para o qual se obtiver o valor mais baixo é o limitante.

#### Reagente em mols
De acordo com a estequiometria da equação {\displaystyle 2HCl+Mg(OH)_{2}} , dois mols de HCl reagem com um mol de Mg(OH)2 . Se for preparada uma reação entre um mol de cada composto {\displaystyle HCl+Mg(OH)_{2}} , o reagente limitante seria o HCl, visto que se gasta a uma proporção maior (2 de HCl por cada 1 de Mg(OH)2). Esta observação empírica é comprovada ao efectuar o cálculo indicado em baixo:
{\displaystyle N_{Mg(OH)_{2}}={\frac {1}{1}}=1}
{\displaystyle N_{HCl}={\frac {1}{2}}=0{,}5}

#### Reagente em massa
A unidade de medida mais frequentemente utilizada para quantificar os reagentes (em estado sólido) é a massa, pelo que quando apenas a massa (e não a quantidade em mol) dos reagentes é conhecida, é necessário efectuar a conversão para determinar o reagente limitante (ver mais em massa molecular.

## Exemplo
Questão: Se  fizer reagir 10 gramas de HCl com 5 gramas de Mg(OH)2, qual o reagente limitante?
1. Determinação da massa molar de cada um dos reagentes:
{\displaystyle M_{Mg(OH)_{2}}=24{,}3+(16+1)*2=58{,}3\ g/mol}
{\displaystyle M_{HCl}=1+35,45=36,45\ g/mol}
2. Determinação do número de mols, utilizando a massa molecular:
{\displaystyle Mol_{Mg(OH)_{2}}={\frac {5\ g}{58{,}3\ g/mol}}=0{,}086\ mol}
{\displaystyle Mol_{HCl}={\frac {10\ g}{36{,}6\ g/mol}}=0{,}273\ mol}
3. Divisão pelos coeficientes estequiométricos:
{\displaystyle N_{Mg(OH)_{2}}={\frac {0{,}086}{1}}=0{,}086}
{\displaystyle N_{HCl}={\frac {0{,}273}{2}}=0{,}137}

Resposta: Nesta situação, o reagente limitante é o Mg(OH)2 (0,086 < 0,137).